# كبدانية
الكبدانية (الاسم العلمي: Marchantiopsida) هي طائفة من النباتات تتبع شعبة النباتات الكبدية.

## تقسيم
- تحت طائفة (الاسم العلمي: Blasiidae)
- رتبة (الاسم العلمي: Blasiales)
- تحت طائفة الكبدانيات
  - رتبة الكبديات
    - رتيبة الكبداويات
      - الفصيلة الكبدية
        - جنس حشيشة الكبد

  - رتبة (الاسم العلمي: Sphaerocarpales)
  - رتبة (الاسم العلمي: Monocleales)
  - رتبة (الاسم العلمي: Lunulariales)
  - رتبة (الاسم العلمي: Neohodgsoniales)